# Cratere Barrymore
Barrymore  è un cratere sulla superficie di Venere. Deve il suo nome ad Ethel Barrymore, attrice statunitense.